# ジャパニーズ ロック ファイター
『ジャパニーズ ロック ファイター』は、2008年9月17日に発売された日本のロックバンド、アンダーグラフの8枚目のシングル。

## 概要
前作「セカンドファンタジー」より約10ヶ月、アルバム『呼吸する時間』より約8ヶ月ぶりのシングル。
また、ツアー連動CDとなっており、ケースは2CD対応ケースで購入時には1枚のみが入っているが、ブックレットには「Sekai-no-Kibou」「ティアラ(live version)」の歌詞が記載されている。封入されている引換券を全国ツアー「live tour '08 Vol.2 ～六十四泊六十五日 乃 楽園～」で「Sekai-no-Kibou」「ティアラ(live version)」の2曲が収録されたCDと交換することができる。
発売から一年間の売り上げから発生するアーティスト印税の全てが、認定NPO法人「世界の子どもにワクチンを日本委員会(JCV)」に寄付される。
PVでは西城秀樹が出演している。
2009年6月9日、YouTubeのトップページにロックの日に関する動画としてピックアップされ、再生数がそれまでの6万回から一気に7万回まで上昇している。

## 収録曲
1. ジャパニーズ ロック ファイター
日本テレビ系「笑殿」エンディングテーマ
アーケードゲーム『GuitarFreaksV7』、『DrumManiaV7』提供曲[1]
2. ル

- ライブ会場プレゼントCD

1. Sekai-no-Kibou
2. ティアラ（live version）

## 収録アルバム
- 『この場所に生まれた僕達は いつも何が出来るかを考えている』(#1、#2のアルバムバージョン、ライブ会場プレゼントCD#1)
- 『呼吸する時間』(ライブ会場プレゼントCD#2のオリジナルバージョン)
- 『UNDER GRAPH』(#1、ライブ会場プレゼントCD#2のスタジオ音源バージョン(Disc2のみ))